# Вајтчепел
Вајтчепел (енгл. Whitechapel) је округ у источном Лондону, у Енглеској. То је радничко насеље најпознатије по убиствима која су се десила 1880-их, и за која је одговоран познати серијски убица Џек Трбосек. Овај убица до 2014. године није идентификован, иако је постојало преко 100 осумњичених. На основу тих истраживања из 2014. године, доказано је да је Џек Трбосек био Арон Космински. Данас су становници Вајтечепела разноврсног етничког порекла, пре свега Британски Бангладешанци.